# Stazione di Fossalta di Piave
Stazione di Fossalta di Piave vasútállomás Olaszországban, Veneto régióban, Fossalta di Piave településen.

## Vasútvonalak
Az állomást az alábbi vasútvonalak érintik:
- Velence–Trieszt-vasútvonal

## Kapcsolódó állomások
A vasútállomáshoz az alábbi állomások vannak a legközelebb: 
- Stazione di San Donà di Piave-Jesolo
- Stazione di Meolo